# Panama (Oklahoma)
Panama és un poble dels Estats Units a l'estat d'Oklahoma. Segons el cens del 2000 tenia 1.362 habitants.

## Demografia
Segons el cens del 2000, Panama tenia 1.362 habitants, 530 habitatges, i 364 famílies. La densitat de població era de 348,3 habitants per km².
Dels 530 habitatges en un 34,7% hi vivien nens de menys de 18 anys, en un 49,6% hi vivien parelles casades, en un 0% dones solteres, i en un 31,3% no eren unitats familiars. En el 26,4% dels habitatges hi vivien persones soles el 12,5% de les quals corresponia a persones de 65 anys o més que vivien soles. El nombre mitjà de persones vivint en cada habitatge era de 2,57 i el nombre mitjà de persones que vivien en cada família era de 3,12.
Per edats la població es repartia de la següent manera: un 29,1% tenia menys de 18 anys, un 9,3% entre 18 i 24, un 26,9% entre 25 i 44, un 21,3% de 45 a 60 i un 13,5% 65 anys o més.
L'edat mediana era de 34 anys. Per cada 100 dones de 18 o més anys hi havia 90,2 homes.
La renda mediana per habitatge era de 23.385 $ i la renda mediana per família de 29.500 $. Els homes tenien una renda mediana de 27.260 $ mentre que les dones 17.679 $. La renda per capita de la població era de 12.878 $. Entorn del 19,2% de les famílies i el 24,3% de la població estaven per davall del llindar de pobresa.

## Poblacions més properes
El següent diagrama mostra les poblacions més properes.